# Pagaronia
Pagaronia  (лат.) — род цикадок из отряда Полужесткокрылых.

## Описание
Цикадки длиной около 7—9 мм. Стройные, зеленые (в коллекциях желтеющие), с чёрными пятнами на темени. Темя широко закруглено на переднем крае. Для СССР указывались 2 вида. 
- Pagaronia aurantica Metc. — Южные Курильские острова,  Япония